# Reide (Weiße Elster)
Die Reide ist ein rechter Zufluss der Weißen Elster im Saalekreis und im Osten der Stadt Halle (Saale) im südlichen Sachsen-Anhalt. Nach dem Wassergesetz für Sachsen-Anhalt ist sie ein Gewässer I. Ordnung.

## Verlauf
Ihre Quelle liegt zwischen Zöberitz und Peißen im Saalekreis. Sie fließt durch die Hallenser Stadtteile Reideburg, Büschdorf, Kanena/Bruckdorf und Radewell/Osendorf.
Bei Kanena wird dem Bach durch einen Überlauf Wasser aus dem Hufeisensee zugeführt, zudem mündet hier von links die Kabelske in die Reide. Aus dem rechts neben der Reide liegenden Osendorfer See wird südlich Dieskau Überschusswasser in den Bach gepumpt.
Die Reide unterquert südlich Kanena die Bahnstrecke Magdeburg–Leipzig und in Bruckdorf die Bundesstraße 6. Anschließend fließt sie westlich am Schlosspark von Dieskau mit dem Lautschteich, dem Hoffmannsteich und dem Großen Mühlteich vorbei in Richtung Radewell/Osendorf.
Nahe Osendorf tritt sie nach Unterquerung der Bahnstrecke Ammendorf–Luppenau in die Saale-Elster-Aue ein. Hier verläuft sie parallel unterhalb der Saale-Elster-Talbrücke der Neubaustrecke Erfurt–Halle/Leipzig. Im Süden des Hallenser Stadtteils Radewell/Osendorf mündet die Reide in die Weiße Elster als rechter Nebenfluss.

## Geschichte
Das Bett der Reide ist ein alter Lauf der Saale aus der ersten Warmzeit, in der sie allerdings von Süden nach Norden floss. Aus dieser Zeit stammen auch die großen Lager von Saalekiesen. Das Ufergelände war früher sehr sumpfig, woran der Name Reide (früher Riede/Ried – oberdeutsch Synonym für Moorgebiet) erinnert. Alternativ wird der Name vom mittelniederdeutschen Wort ride für „Bach, Graben, Rinnsal“ abgeleitet.
In früheren Jahren speiste die Reide eine ganze Reihe von Fischteichen, wie der Chronist und Historiker Johann Christoph von Dreyhaupt 1755 schrieb. In seinen Aufzeichnungen ist die Rede von mindestens acht dieser Fischteiche. Südlich der heutigen B6 lagen mehrere dieser Teiche, von denen noch ein geringer Rest im Dieskauer Park erhalten geblieben ist.
Durch mehrere Tieferlegungen und eine Regulierung des Laufes der Reide 1926/27 wurden diese Sumpfgebiete und Wiesen immer trockener und es entstanden daraus nach und nach Ackerflächen.
Nachdem 1813 Gebhard Leberecht von Blücher sein Hauptquartier in Pouch in der Nähe von Leipzig aufgeschlagen hatte, beabsichtigte er ursprünglich Napoléon Bonapartes Angriff hinter den Reidesümpfen von Döllnitz bis Reideburg zu erwarten.
Nachdem Mitte der 1990er Jahre sämtliche an die Reide grenzenden Orte und Gemeinden an ein zentrales Abwassersystem angeschlossen wurden, ist der Bach ökologisch gesehen wieder gesund, die Wasserqualität hat sich stark verbessert und seit einigen Jahren gibt es in der Reide wieder Forellen.
Vor einigen Jahren wurde an der Reide der Reide-Rad-Wanderweg angelegt, der auf seiner Strecke abwechslungsreiche Landschaften bietet.